# 訪問教会

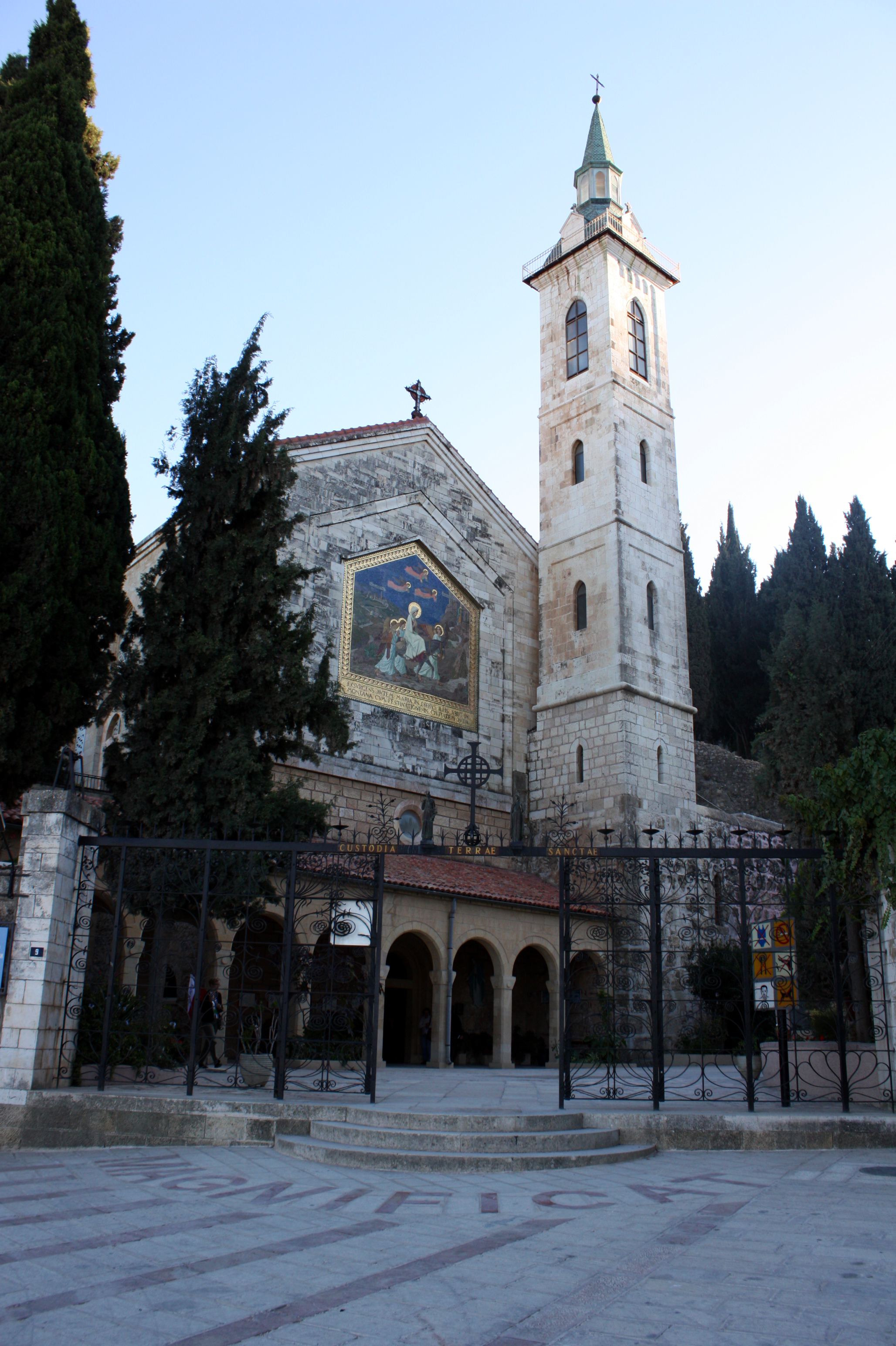
訪問の教会

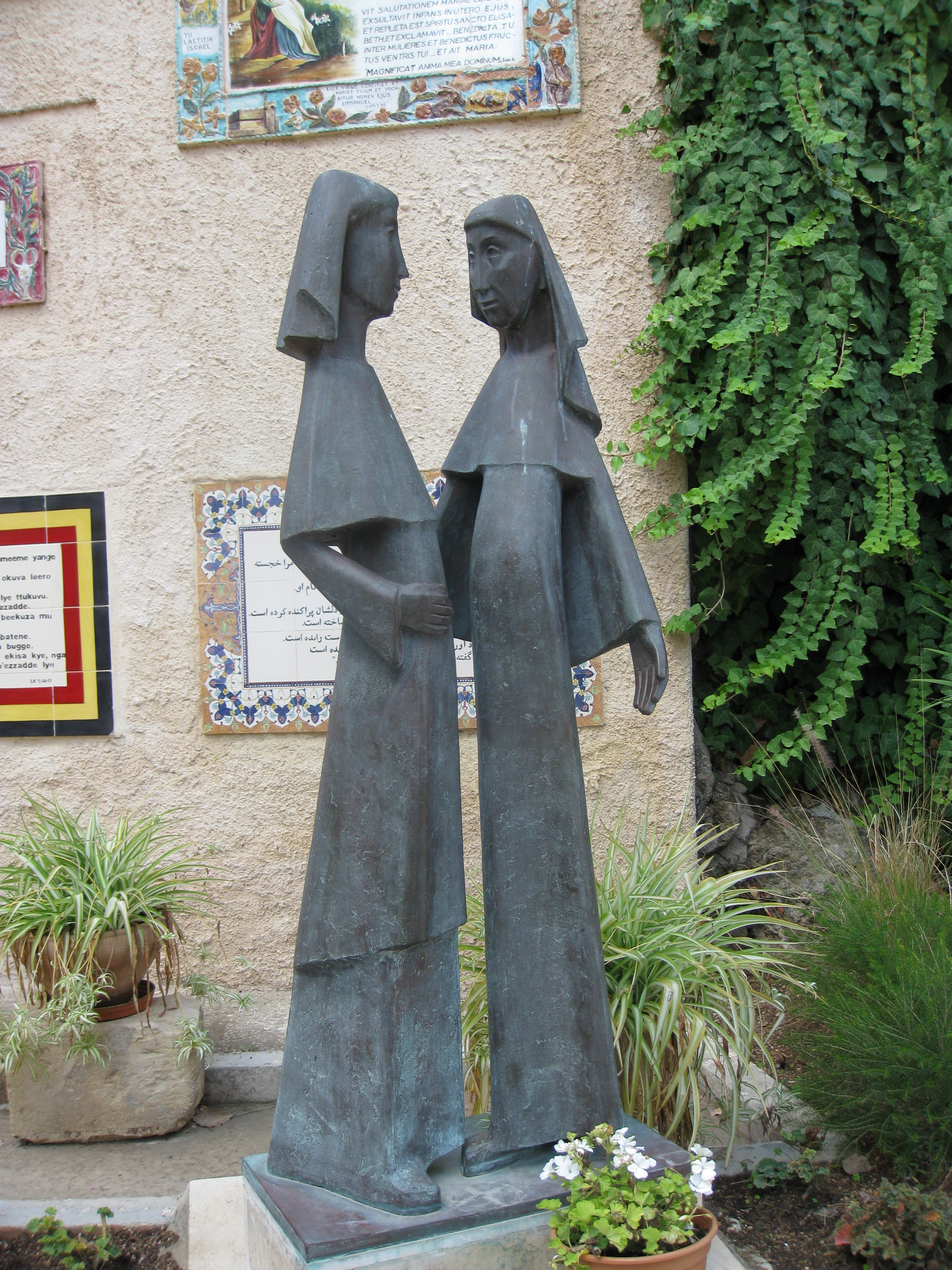
境内にある「訪問の像」

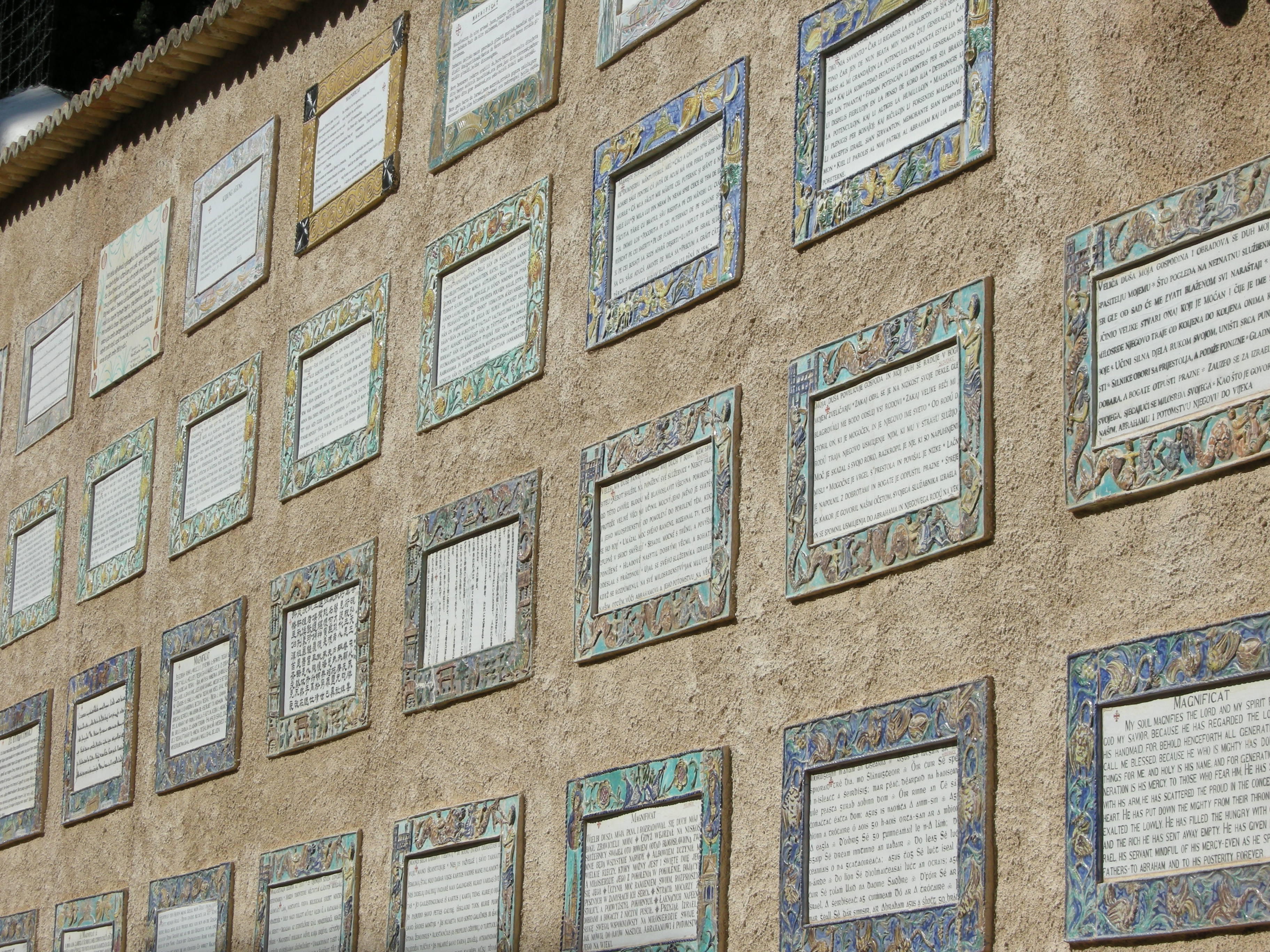
境内にある「マリアの賛歌」は42か国語で

訪問教会（英語: Church of the Visitation）はイスラエル・エルサレム西郊外のエン・カレムにある教会で、聖母マリアがいとこのエリサベツの家を訪ねたといわれる所に建っている。

## 概要
訪問教会は聖母マリアの訪問教会などとも呼ばれていて、イスラエル・エルサレム西郊外のエン・カレムにある教会である。聖母マリアはイエスを身ごもった時に、後に洗礼者ヨハネとなる子を身ごもっていたいとこのエリサベツを「ユダの山里」の家に訪ねたいわれるが（『新約聖書』の「ルカによる福音書』第1章39節）、その場所はエン・カレムのこの場所であると信じる人々によって、この教会が建てられた。  。
この教会の壁には「マリアの賛歌」（「わがこころ主をあがめ、．．．」）が、日本語や中国語を含む42か国語で書かれている。

## 参照項目
- 洗礼者ヨハネ誕生教会